# Katedra św. Dawida
Katedra św. Dawida (wal. Eglwys Gadeiriol Tyddewi, ang. St Davids Cathedral) – anglikańska katedra, jedna z najstarszych w Wielkiej Brytanii, należąca do Kościoła w Walii, zbudowana w St David’s na miejscu VI-wiecznego klasztoru św. Dawida. Przez stulecia była miejscem pielgrzymek do grobu św. Dawida i miejscem jego kultu. Na przestrzeni X i XI wieku, katedra była regularnie najeżdżana przez wikingów. Współczesna katedra została założona na mocy przywileju papieża Kaliksta II z 1123 roku. Budowa, którą rozpoczęto w 1181 roku, trwała długo i była kilkakrotnie przerywana.
Katedra 3 stycznia 1963 roku została wpisana na listę Zabytków Walii pod nr 12537.

## Położenie

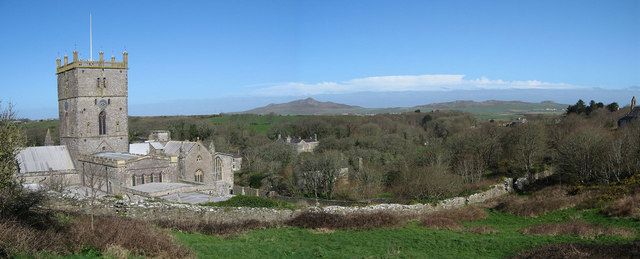
Widok na katedrę z okolicznych wzgórz

Katedra ma unikalne położenie, ponieważ znajduje się w rozległej zapadlinie, a do jej wejścia prowadzi w dół 39 stopni. Takie jej usytuowanie spowodowane było zamiarem niezwracania uwagi najeźdźców przybywających od strony morza.

## Historia

### Okres katolicki
W roku swojej śmierci (między 589 a 601) św. Dawid założył w Menevii opactwo. Po jego śmierci Menevię nazwano St David’s. W latach 645-1097 St David’s było wielokrotnie niszczone. Z oryginalnego kościoła św. Dawida oraz pochodzących sprzed XI wieku budynków do czasów współczesnych nic się nie zachowało, ponieważ ich pozostałości zniszczyli wikingowie podczas najazdów w latach 70. XI wieku; w roku 999 i 1080 zabili oni biskupów St David’s, Morgenaua i Abrahama. W 1081 roku St David’s odwiedził Wilhelm Zdobywca, żeby się tu pomodlić i przypuszczalnie zbadać strategiczne zalety miejscowości z powodu jej bliskiej odległości od Irlandii. W 1115 król Henryk I mianował biskupem Bernarda, który w 1123 uzyskał z rąk papieża Kaliksta II przywilej na ustanowienie w St David’s centrum pielgrzymkowego, a w 1131 poświęcił katedrę.
W latach 80. XII wieku rozpoczęto budowę nowej świątyni pod patronatem Petera de Leia, normańskiego biskupa St David’s w latach 1176–1198. Zbudowany przez niego kościół miał długą nawę główną z okrągłymi, romańskimi łukami. W następnym stuleciu dobudowano prezbiterium, transept oraz wieżę nad nawą główną. Wieża ta runęła w 1220, niszcząc część transeptu i prezbiterium. Powodem jej zawalenia się mogły być drgania skorupy ziemskiej lub – w pewnej mierze – osiadanie grząskiego gruntu. Skutki tego zjawiska widoczne są na posadzce katedry, wznoszącej się w stronę prezbiterium oraz w pochyleniu niektórych filarów w nawie głównej. Naprawę uszkodzonej katedry rozpoczęto niezwłocznie i ukończono w latach 50. XIII wieku. W ciągu stu lat zbudowano kaplice św. Tomasa Becketta i Najświętszej Maryi Panny. W I połowie XIV wieku pracami budowlanymi kierował biskup Henry Gower. Podwyższył on nawę główną i prezbiterium oraz dodał dolne okna, utrzymane w stylu dojrzałego angielskiego gotyku ozdabiając je kunsztownymi maswerkami. Głównym materiałem budowlanym był pochodzący z miejscowych kamieniołomów jasnopurpurowy piaskowiec, natomiast maswerk w dolnych oknach wykonano z kamienia żółtokremowego. Proste w formie okna górne utrzymane są w stylu normańskim. Podwyższono również o kolejną kondygnację wieżę, zapewniając oświetlenie jej wnętrza przez wstawienie okna utrzymanego w tym samym stylu, co okna dolne. W XVI wieku dobudowano ostatnią kondygnację wieży, która osiągnęła ostateczną wysokość 38 m.

### Okres poreformacyjny
Pierwszym protestanckim biskupem St David’s został William Barlow (1536–1548). Atakując to, co uważał za zabobon, nakazał rozebranie sanktuarium św. Dawida, odarł je z klejnotów, skonfiskował relikwie świętego i próbował (bezskutecznie) przenieść siedzibę biskupstwa do Carmarthen. W 1550 biskup Farrer spalił zachowane średniowieczne modlitewniki jako pozostałości starego porządku. W 1571 Thomas Huett, jeden z pierwszych tłumaczy Nowego Testamentu na język walijski (1567), zbudował w katedrze ambonę. Katedra doznała na skutek reformacji stosunkowo nieznacznych zniszczeń; większe miały miejsce w następnym stuleciu. W 1648 została ona poważnie uszkodzona przez żołnierzy, wysyłanych przez parlament do pozyskania ołowiu z jej dachu. Zniszczone zostały wówczas organy i dzwony, mosiężne ozdoby nagrobne wyrwano, a wszystkie witraże rozbito. Wschodni kraniec katedry, pozbawiony ołowiu, popadł w ruinę i pozostawał niezadaszony przez ponad dwa stulecia.

## Sanktuarium św. Dawida
W XII wieku papież Kalikst II ogłosił katedrę św. Dawida ośrodkiem pielgrzymkowym. Zbudowano wówczas średniowieczne sanktuarium umieszczając je w prezbiterium, w pobliżu ołtarza. Papież podkreślił znaczenie sanktuarium, uznając, iż dwie pielgrzymki do St David’s będą odpowiednikiem jednej pielgrzymki do Rzymu, a trzy – jednej pielgrzymki do Jerozolimy. Od tego czasu sanktuarium nawiedziło setki tysięcy pielgrzymów. Choć zniszczenie sanktuarium podczas reformacji spowodowało gwałtowny spadek tego rodzaju praktyk religijnych, to w ciągu wieków, niezależnie od religijnych i politycznych zawirowań pielgrzymi nadal nawiedzali to miejsce.

## Restauracje katedry
Głównych restauracji katedry św. Dawida dokonano między końcem XVIII a początkiem XX wieku. Pierwszej z nich dokonał w 1793 roku John Nash; w wyniku tej nienaukowej restauracji zatarty został normański pierwowzór w fasadzie zachodniej. Jego przywrócenia dokonał George Gilbert Scott. W efekcie fasada zachodnia w latach 1862–1878 uzyskała obecny wygląd. Średniowieczną bramę w 2001 roku ponownie pokryto dachem; obecnie mieści się tu niewielkie muzeum wystaw związanych z katedrą.
Podczas restauracji przeprowadzonej w XX wieku odnaleziono szczątki należące przypuszczalnie do św. Dawida. Umieszczono je w szkatule wmurowanej w zachodnią ścianę kaplicy Trójcy Świętej.

## Wystrój wnętrza

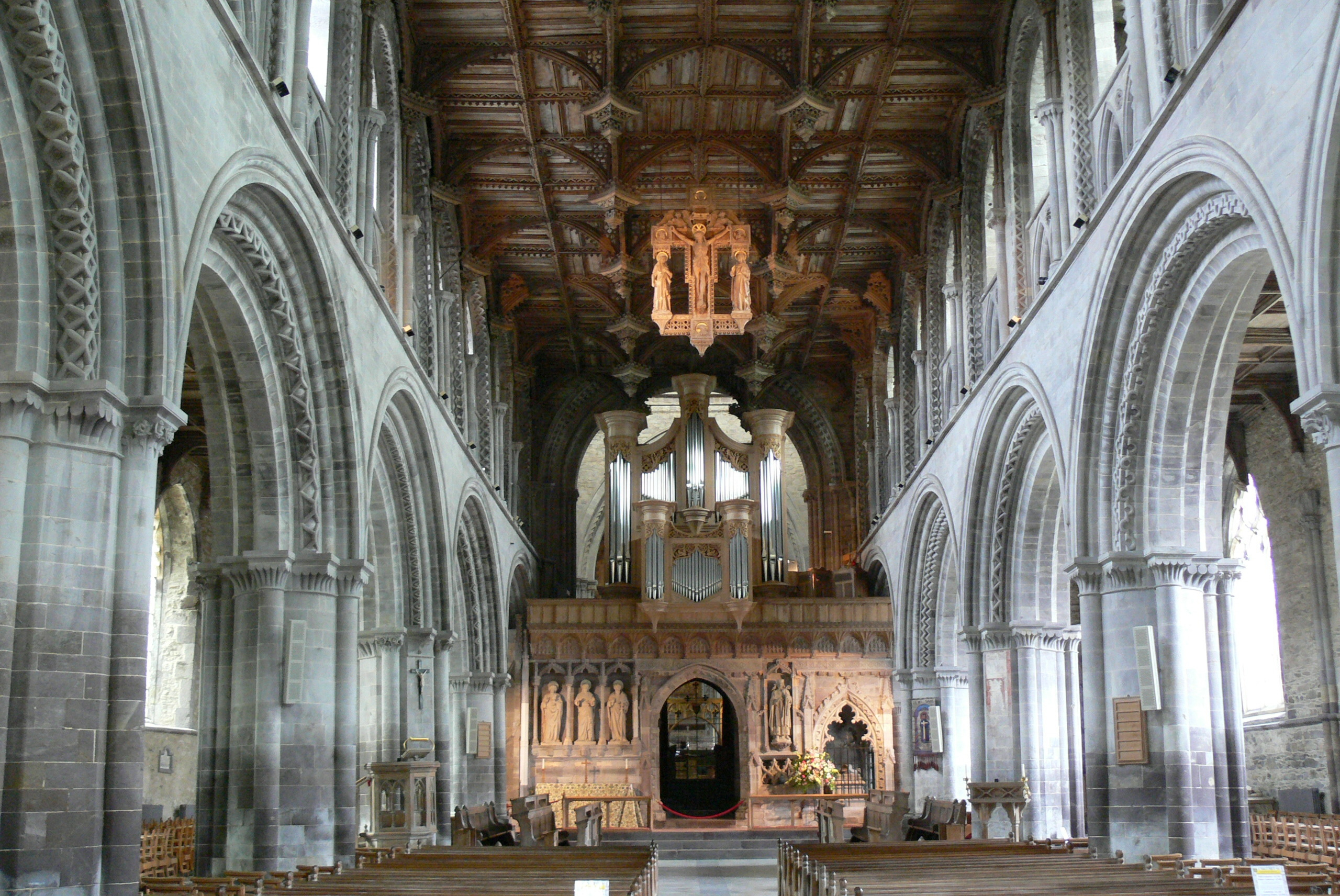
Nawa środkowa - widok na lektorium i prospekt organowy

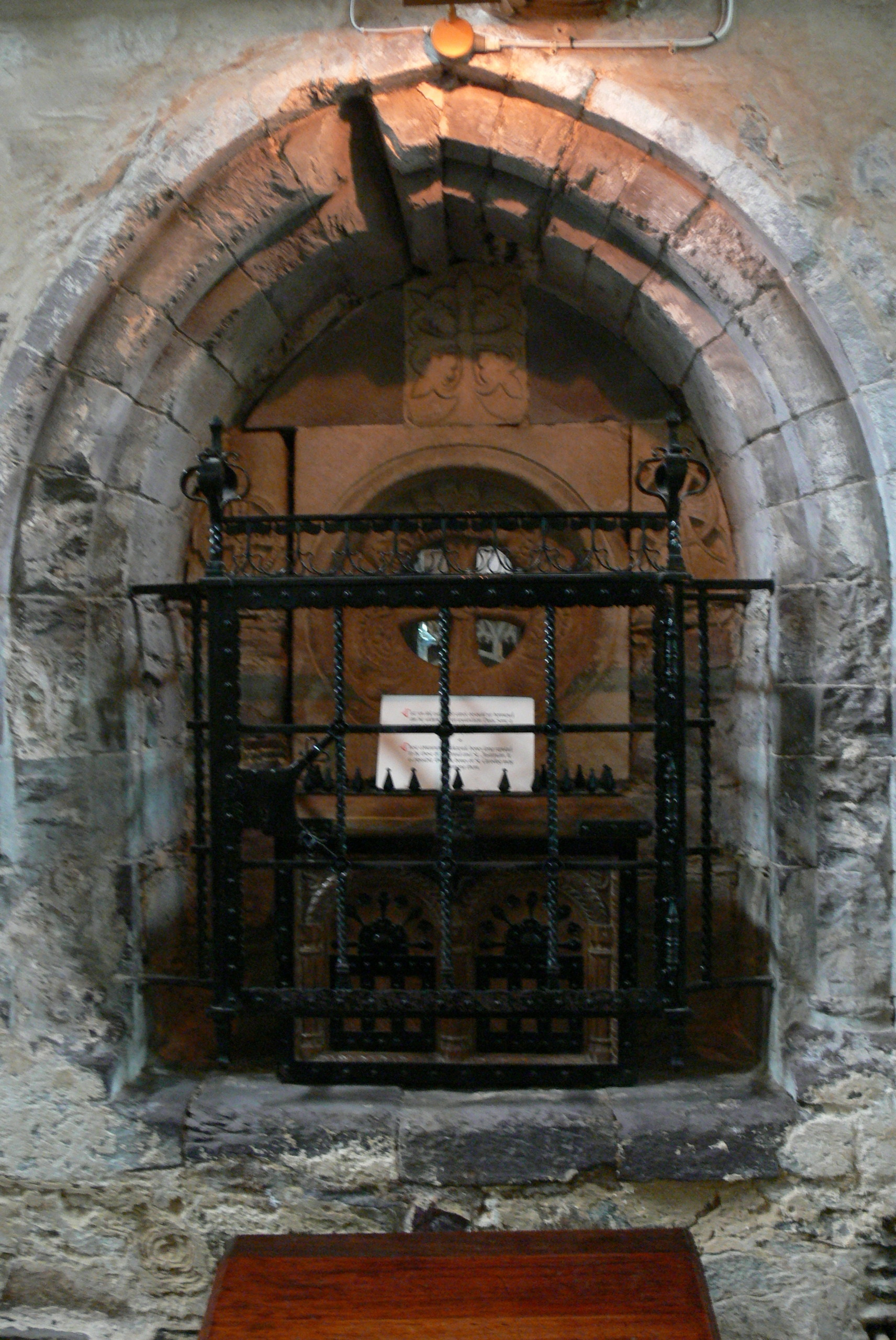
Relikwiarz św. Dawida w kaplicy Trójcy Świętej

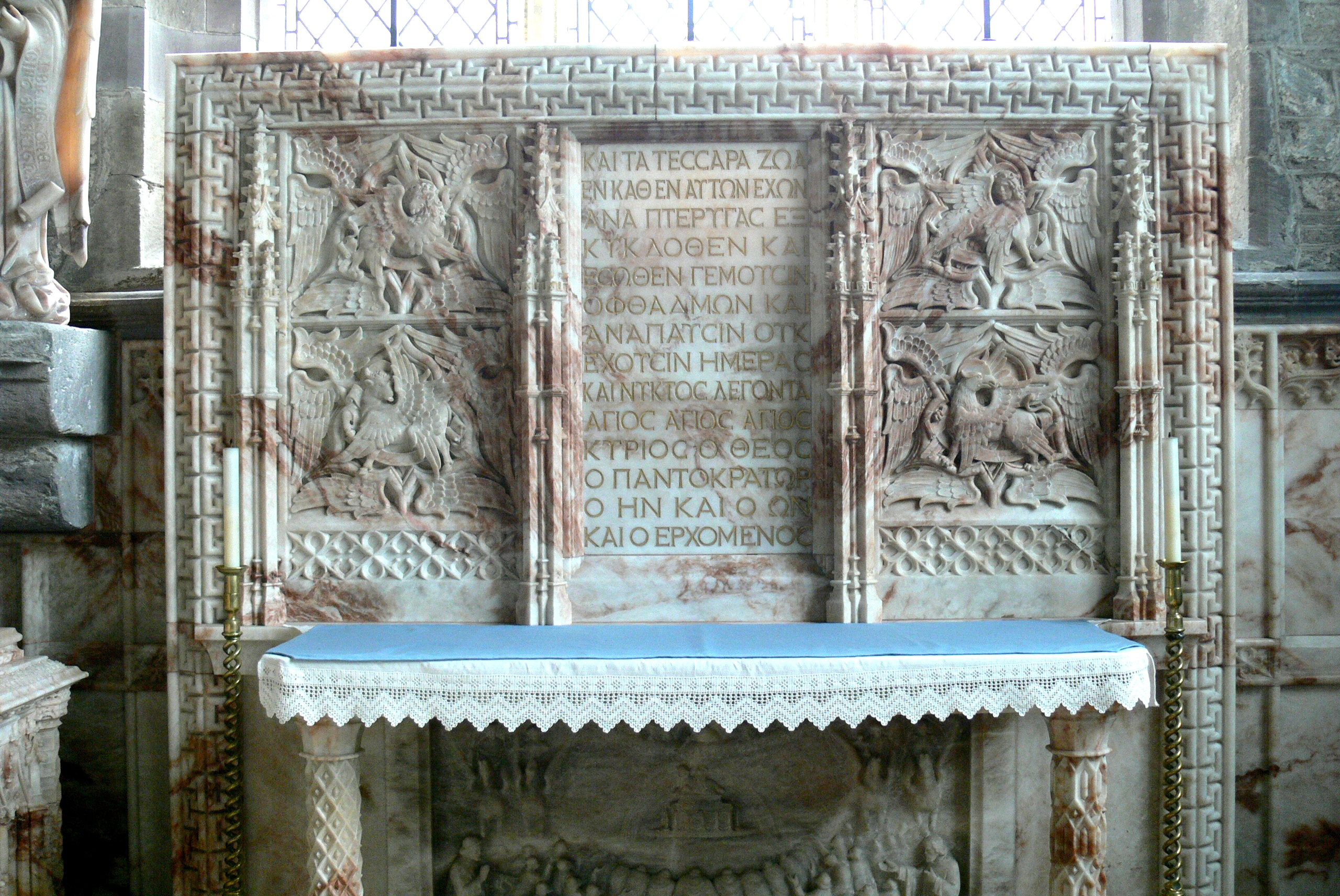
Ołtarz w kaplicy św. Edwarda Wyznawcy

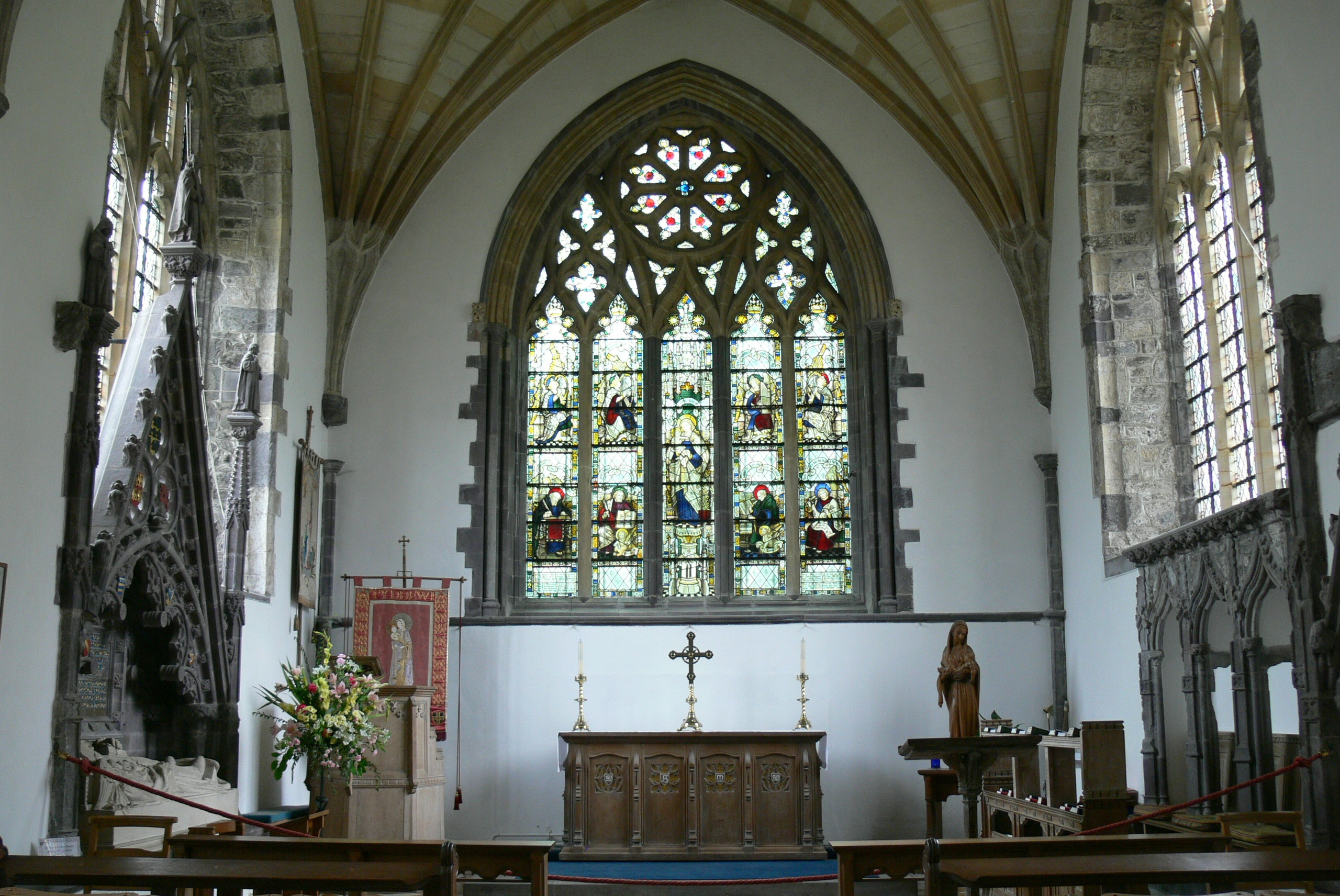
Lady Chapel

Katedra utrzymana jest zasadniczo w stylu późnonormandzkim z końca XII wieku, ale XIV-wieczne przebudowy nadały jej zewnętrznemu wyglądowi charakter dojrzałego angielskiego gotyku. Z zewnątrz katedra sprawia wrażenie konstrukcji stosunkowo prostej i surowej, natomiast jej wnętrze jest imponujące i ewokuje średniowieczną atmosferę. Wejście do katedry prowadzi przez portal umieszczony w południowej nawie bocznej.
Ozdobą katedry jest pochodzący z końca XV w. strop, wyrzeźbiony z irlandzkiego dębu. Jest on płaski i podzielony przez rzeźbione krokwie na kasetony. Dekoracyjny charakter mają również podpórki w stallach. Rzeźbiony drewniany krucyfiks, zawieszony pod stropem został wykonany w XX wieku i zastąpił krucyfiks średniowieczny.

### Nawa główna
Nawa główna jest najstarszą, zachowaną częścią katedry. Pierwotnie była przeznaczona do procesji wewnątrz świątyni. Słabe fundamenty i trzęsienia ziemi, jakie miały miejsce w XIII wieku, spowodowały wychylenie się ścian po stronie zachodniej, wskutek czego podjęto decyzję o przekryciu jej drewnianym stropem zamiast kamiennego sklepienia. Każdy z zaokrąglonych łuków jej arkad jest pokryty innym ornamentem. Lektorium zostało zbudowane w XII wieku przez biskupa Petera de Leia i Geralda z Walii. Obaj w zamian za dokończenie budowy katedry zostali zwolnieni z obowiązku uczestniczenia w III wyprawie krzyżowej.

### Chrzcielnica
Czasza i trzon chrzcielnicy pochodzą przypuszczalnie z czasów biskupów przednormańskich, jej podstawa natomiast datowana jest na XIII wiek.

### Lektorium
Kamienne lektorium pochodzi z czasów przebudowy wnętrza katedry dokonanej przez biskupa Gowera i stanowi jeden najświetniejszych przykładów małej architektury tamtego okresu. Oddziela ono nawę główną od prezbiterium. Wewnątrz przekryte jest sklepieniem żebrowym, pokrytym muralami, stanowiącym przypuszczalnie pozostałość wcześniejszej konstrukcji. W południowej części lektorium znajduje się grobowiec biskupa Gowera.

### Prezbiterium
Stalle w prezbiterium zostały ustawiono na przełomie XV i XVI wieku. Zachowane średniowieczne płytki, z których ułożono posadzkę, są ozdobione herbami szlacheckimi. Herby zostały namalowane również na niektórych oparciach stalli oraz na zakończeniach ławek. W prezbiterium obok tronu biskupiego znajduje się grób 
Edmunda Tudora, hrabiego Richmond i jego żony Małgorzaty Beaufort, rodziców Henryka VII, pierwszego walijskiego króla Anglii.

### Ołtarz główny
Ołtarz główny stanowi centrum kultu w katedrze. Obecny ołtarz jest mniejszy od wcześniejszego, pochodzącego z okresu średniowiecza. Przestrzeń wokół ołtarza została gruntownie przebudowana na przełomie XV i XVI wieku. Przykładem tej przebudowy są płytki w posadzce i malowane stropnice łukowe.

### Transept południowy
W południowym ramieniu transeptu znajduje się XVII-wieczna ikona przedstawiająca proroka Eliasza karmionego przez kruki.

### Kaplica św. Tomasza Becketa
Kaplica św. Tomasza Becketa znajduje się jest przy północnym ramieniu transeptu. Usytuowana na uboczu jest przeznaczona do wewnętrznego wyciszenia, kontemplacji i osobistej modlitwy. Znajduje się w niej witrażowa podobizna św. Dawida. Jest ona również miejscem przechowywania Najświętszego Sakramentu (chleba i wina). Została pierwotnie zbudowana na początku XIII wieku i gruntownie przebudowana w XIV wieku przez biskupa Gowera. Z pierwotnej kaplicy zachowała się wczesnogotycka podwójna piscina. Ponad kaplicą znajduje się biblioteka katedralna.

### Kaplica Trójcy Świętej
Kaplica Trójcy Świętej została ufundowana przez biskupa Vaughana (1509–1522) w celu odprawiania w niej mszy w jego intencji. Jest utrzymana w stylu późnogotyckim. Znajduje się w niej współczesny posąg mnicha Geralda z Walii. Umieszczona u jego stóp – a nie na głowie – mitra symbolizuje fakt, iż nigdy nie był on biskupem. Mały kamienny ołtarz kaplicy został zrekonstruowany ze średniowiecznych fragmentów. Na wachlarzowym sklepieniu umieszczono herb króla Henryka VII. W kaplicy Trójcy Świętej znajduje się również relikwiarz z przypuszczalnymi szczątkami św. Dawida i innych świętych. Zostały one odkryte w 1866, pogrzebane pod posadzką kaplicy, a w 1920 przeniesione na swoje obecne miejsce i umieszczone w dębowej szkatule zasłoniętej żelazną kratą. W 1996, przy pomocy datowania radiowęglowego, wykazano, że kości w relikwiarzu pochodzą z XII–XIV w.

### Kaplica św. Edwarda Wyznawcy
Kaplica św. Edwarda Wyznawcy położona jest w południowo-wschodnim narożniku katedry. W 1648 popadła ona w ruinę, gdy żołnierzom wysłanym przez parlament nakazano pozyskać ołów z dachu katedry. Kaplica została ponownie pokryta dachem na początku XX wieku. Znajduje się w niej ołtarz z alabastru oraz grobowiec hrabiny Maidstone, wnuczki biskupa Jenkinsona, która na początku XX w. sfinansowała odbudowę kaplicy św. Edwarda Wyznawcy oraz nawy południowej. Z kaplicy prowadzi przejście do Lady Chapel.

### Lady Chapel
Lady Chapel została pierwotnie zbudowana pod koniec XIII wieku. Jej budowę ukończył biskup Martin, w XIV w. biskup Gower dodał sedilia i nagrobki. W XVI w. biskup Vaughan przebudował Lady Chapel dodając jej sklepienie. Dach został pozbawiony ołowiu w 1648, a w połowie XVIII w. sklepienie ostatecznie runęło. W 1901 Oldrid Scott odrestaurował kaplicę, która nadal zachowuje wiele średniowiecznych cech.